# 山室信一
山室信一（1951年8月23日—），日本政治學者、歷史學者，專門研究近代日本政治史、近代法政思想連鎖史，滿洲國的研究者，黃著作『法制官僚の時代』中以「模範国」和「準處理論」（準拠理論）等理論概括了近代日本国民和国家的形成過程。他也是日本政治學會的會員。

## 生平
山室信一出生於熊本縣熊本市，1975年畢業於東京大學法學部，其後先後任職衆議院法制局參事、東京大學社会科學研究所助手、東北大學助教授、京都大学人文科学研究所助教授、教授以及所長。2003年以「亞洲作為思想課題-基軸・連鎖・投射」（思想課題としてのアジア - 基軸・連鎖・投企）取得京都大學法學博士，論文的審查員包括小野紀明、伊藤之雄、木村雅昭。

## 獲獎/章經歷
- 1985年（昭和60年） 毎日出版文化獎 - 『法制官僚の時代』
- 1985年（昭和60年） 長谷川如是閑獎
- 1993年（平成5年） 吉野作造獎 - 『キメラ　満洲国の肖像』
- 2002年（平成14年） 亞洲・太平洋賞特別獎 - 『思想課題としてのアジア』
- 2008年（平成20年） 第11回司馬遼太郎獎 - 『憲法9条の思想水脈』
- 2009年（平成21年）秋 紫綬褒章